# Uradiophora denticulata
Uradiophora denticulata is een soort in de taxonomische indeling van de Myzozoa, een stam van microscopische parasitaire dieren. Het organisme komt uit het geslacht Uradiophora en behoort tot de familie Uradiophoridae. Uradiophora denticulata werd in 1969 ontdekt door H. Hoshide.